# Fontána Dálky
Fontána s plastikou Dálky je dílo sochaře Jiřího Nováka tvořící dominantu na náměstí sídliště Novodvorská v Praze 4. Pochází z roku 1963 a je jednou z prvních kinetických soch umístěných ve veřejném prostoru na území Československa.

## Popis
Plastika Dálky je centrální dominující prvek celého obdélného náměstí, které je snížené oproti terénu přilehlé komunikace Novodvorská. Tvoří mělký bazén na obdélném půdorysu, původně s modrým mozaikovým obkladem. Ve středu bazénu, jsou umístěny deset metrů vysoké stély z železného plechu, v jejichž horní části byly upevněné hliníkové černě natřené „plachty“ (křídla) otáčené tlakem větru. Šedý nátěr stél je nepůvodní, originálně byl rovněž v černé (grafitové) barvě.

## Historie
Mobilní kovová plastika sochaře Jiřího Nováka vznikla v roce 1962 v bruselském stylu. Fontána byla plastikou osazena v roce 1963 jako součást urbanisticko-architektonické koncepce celého prostoru sídliště a zdejšího centrálního náměstí. Za návrhem jejího okolního prostoru budovaného v 60. letech 20. století stojí architekti Aleš Bořkovec a Vladimír Ježek.

### Snaha o odstranění

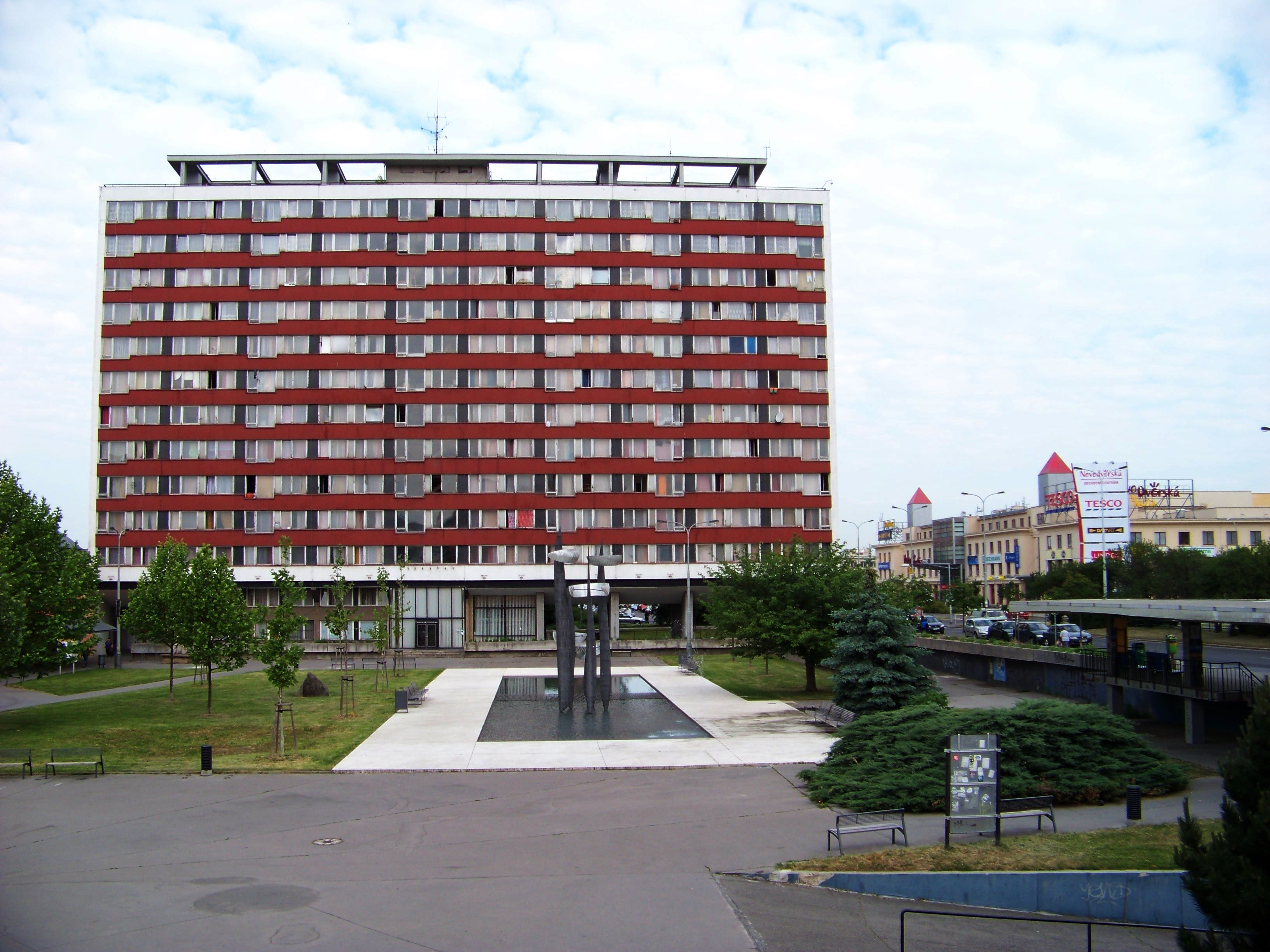
Náměstí Novodvorská s plastikou Dálky uprostřed a ubytovnou Novodvorská v pozadí

Od roku 1990 byla na soše zanedbávaná údržba. Městská část Praha 4 před rokem 2008 počítala s rekonstrukcí celého náměstí, jehož součástí bylo odstranění plastiky Dálky a její uložení do depozitáře. Na podzim 2008 začal o její ochraně jednat sochař Pavel Karous a místní aktivista Jan A. Dus. Nesouhlas s jejím odstraněním projevila odborná veřejnost (např. historik architektury Zdeněk Lukeš, básník Ivo Vodseďálek, také autoři původní koncepce sídliště architekti Aleš Bořkovec a Vladimír Ježek), ale také zdejší obyvatelé, prostřednictvím dopisů a petice souběžně zažádali o zapsání tohoto díla mezi státem chráněné kulturní památky.
Městská část Prahy 4 nakonec rozhodla ve prospěch zachování genia loci a zvolila verzi řešení prostoru, čehož se ujal architekt Jan Nedvěd. Ten provedl renovaci plastiky Dálky do původní stavu dle dispozic jejího autora. Spolupracoval při tom s autorem sochy i architekty původního architektonického projektu. V roce 2011 byla fontána obnovena a zprovozněna i bez prohlášení za kulturní památku.

### Rekonstrukce 2025
V roce 2025 došlo k rekonstrukci fontány za 2,2 milionů korun. Při rekonstrukci byla kompletně vyměněna technologie v zázemí, hydroizolace, potrubí a především obložení vany vodního prvku. Obnoven byl také sousední záhon a opraven mobiliář. Během podzimu 2025 má dojít k obnově samotné sochy.